# Théorie fondamentale de la biologie moléculaire
Par théorie fondamentale de la biologie moléculaire, les biologistes représentent le modèle schématique de la conservation et de l'utilisation de l'information génétique. L'ADN est le support stable et transmissible de l'information génétique qui définit les fonctions biologiques d'un organisme (reproduction, nutrition, excrétion, action sur l'environnement, communication, etc.). Il est transcrit en ARN (un langage similaire) qui n'a qu'une vie temporaire, cet ARN assure soit une fonction structurale (squelette de complexes nucléo-protéiques, ribosomes), soit une fonction enzymatique (synthèse des protéines, exportation des protéines, épissage des ARNm eucaryotes, etc.), soit une fonction de transport de l'information génétique (hors du noyau chez les eucaryotes). L'ARN de type messager (ARNm) peut être traduit en protéines par le ribosome (complexe nucléo-protéique). On parle de traduction des ARNm en protéines car le langage change.

La théorie fondamentale se résume ainsi : L'ADN dirige sa propre réplication en ADN identique, ainsi que sa transcription en ARN, pouvant ou non être traduit en protéines.
Mais ces hypothèses semblent ne pas résister à l'expérience, ni aux faits. Ainsi, la théorie initiale n'envisageait pas la possibilité d'un « retour » à une forme ADN à partir de l'ARN. Or il fut mis en évidence chez les rétrovirus l'existence d'une enzyme (catalyseur protéique), la transcriptase inverse, capable de rétrotranscrire l'ARN viral en ADN. Cette découverte ne remet pas complètement en cause la théorie centrale de la biologie moléculaire, mais permet de préciser les liens existants entre les différents supports moléculaires intervenant dans l'expression de l'information génétique.

## Sémantique
Lorsque Francis Crick formula cette théorie en 1958, il utilisa l'expression central dogma of molecular biology. Le mot dogme prête ici à confusion, car il s'agit plutôt d'une hypothèse scientifique et non pas d'une doctrine établie comme une vérité incontestable. En anglais, le terme dogma renvoie également à « une idée qui n'est pas étayée par des preuves rationnelles », ce qui, à l'époque, était exact. Sa formulation fut malheureusement entérinée par l'usage et on parle couramment de « dogme central de la biologie moléculaire » pour désigner les relations entre ADN, ARN et protéines. Le dogme renvoie à l'idée que cette relation soit unidirectionnelle (de l'ADN vers les protéines en passant par l'ARN). Cette thèse a été remise en question au cours de la deuxième moitié du vingtième siècle, notamment par les découvertes en épigénétique et par les hypothèses de constructions de niches.